# Vincenzo Cimatti

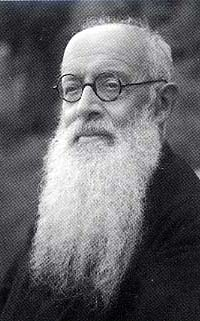
Vincenzo Cimatti

Vincenzo Cimatti SDB (* 15. Juli 1879 in Faenza, Provinz Ravenna; † 6. Oktober 1965 in Tokio) war als italienischer Salesianer Don Boscos, Pädagoge, Komponist, Missionar und Präfekt in Japan.

## Leben
Seine Berufung, Salesianer Don Boscos zu werden, reifte durch die Salesianern in seiner Stadt. Dann kam er nach Turin, wo er Schüler in Valsalice wurde. 1900 habilitiert er sich für Choralgesang am Musikkonservatorium in Parma. Es folgt das Laureat in Naturwissenschaften (Agrarwissenschaftliche Fakultät) und Philosophie (Universität von Turin).
Am 19. März 1905 empfing er die Priesterweihe. Schließlich wurde er selbst Lehrer bei der Klerikerausbildung und unterrichtete insbesondere Landwirtschaft, Pädagogik und Gesang.
Von 1912 bis 1919 war er Direktor des Oratoriums San Luigi in Turin, dann wurde er von 1919 bis 1925 Direktor in Valsalice. Er bewarb sich für die Japanmission, was 1925 genehmigt wurde.
Dort entwickelte er eine ausgedehnte pastorale und missionarische Aktivität gemäß dem Charisma Don Boscos. Er förderte die Gründung der Schwestern der Nächstenliebe von Miyazaki, wurde zum Apostel der „guten Presse“ und erweiterte das salesianische Werk mit Berufsschulen und Oratorien aus. Nachdem er am 1. August 1928 zum Superior (Leiter) der Kirche von Miyazaki ernannt wurde, folgte am 28. Januar 1935 die Ernennung zum Präfekten in Miyazaki und Ōita.
Er hinterließ zahlreiche Schriften aus dem Gebiet der Pädagogik, Landwirtschaft, Hagiographie und außerdem rund 950 Musikwerke, darunter 49 Operetten. Bekannt ist auch die erste Oper in japanischer Sprache „Hosokawa Grazia“. Es sind 6138 Briefe erhalten, die demnächst in italienischer Sprache veröffentlicht werden sollen.

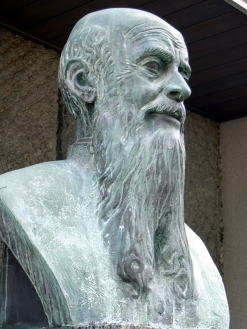
Vincenzo Cimatti

Nach seinem Tod wurde er vor allem vom Generaloberen Zigiotti als Modell salesianischer Heiligkeit vorgestellt. Das nachgelassene und gesammelte Werk ist im Cimatti-Museum in Tokio ausgestellt.

## Seligsprechungsprozess
Der Prozess zur Seligsprechung wurde sehr früh eingeleitet. 1977 wurde der Leichnam geborgen und wurde unversehrt aufgefunden. Am 21. Dezember 1991 wurde er durch Papst Johannes Paul II. zum „Venerabile“ erklärt.